# Ilan Pappé
Ilan Pappé (em hebraico:  אילן פפה; Haifa, 7 de novembro de 1954) é um historiador israelense, professor de história na Universidade de Exeter, no Reino Unido. Foi docente em Ciências Políticas em sua cidade natal, na Universidade de Haifa (1984-2007).

## Biografia
É um dos chamados Novos Historiadores, que reexaminaram criticamente a História de Israel e do sionismo. Pappé faz uma análise profunda sobre os acontecimentos de 1948 (criação do Estado de Israel) e seus antecedentes. Em seu livro mais importante, The Ethnic Cleansing of Palestine (no Brasil, publicado pela Editora Sundermann, como A Limpeza Étnica da Palestina, na tradução de Luiz Gustavo Soares), ele sustenta a tese de que houve uma limpeza étnica, ou seja, a expulsão deliberada da população civil árabe da Palestina - operada pela Haganah, pelo Irgun e outras milícias sionistas, que formariam a base do Tzahal - segundo um plano elaborado bem antes de 1948. Pappé considera a criação de Israel como a principal razão para a instabilidade e a impossibilidade de paz no Oriente Médio. Segundo ele, o sionismo tem sido historicamente mais perigoso do que o islamismo extremista.
Ao longo dos anos 2000, Ilan Pappé notabilizou-se por várias polêmicas, notadamente a controvérsia do massacre de Tantura, e por seu apelo ao boicote internacional às universidades israelenses, o que o levou a entrar em conflito com seus colegas da Universidade de Haifa, particularmente com Yoav Gelber. Ilan Pappé e Benny Morris, um outro "novo historiador", divergiram frontalmente quanto à análise dos eventos de 1948 e quanto à atribuição de responsabilidades no conflito israelo-palestino.
Ilan Pappé é um importante defensor da solução de um único estado para palestinos e israelenses.
Em 2007, Ilan Pappé exilou-se na Grã-Bretanha, onde atualmente é professor de história na Universidade de Exeter e diretor do Centro Europeu de Estudos sobre a Palestina.
Antes de deixar Israel, ele havia sido veementemente condenado no Knesset, o parlamento de Israel. Um ministro da educação havia pedido a sua demissão da universidade, e sua foto havia sido publicada em um jornal, no centro de um alvo. Além disso, Pappé havia recebido várias ameaças de morte.

## Carreira acadêmica
Pappé nasceu em Haifa, de uma família de um judeus alemães que fugira da perseguição nazista da década de 1930. Aos 18 anos, serviu nas Forças Armadas de Israel, lutando na disputa das Colinas de Golã, em 1973, na chamada Guerra de Yom Kippur.
Pappé graduou-se na Universidade Hebraica de Jerusalém, em 1978, e, em 1984, sob a orientação do historiador árabe Albert Hourani e de Roger Owen,recebeu o título de doutor pela Universidade de Oxford. Sua tese de doutorado tornou-se seu primeiro livro, Britain and the Arab-Israeli Conflict, 1948–1951 ('A Grã-Bretanha e o conflito árabe-israelense, 1948-1951').
Foi Diretor Acadêmico do Instituto Givat Haviva, entre 1993 e 2000, e presidente da Instituto de Estudos Palestinianos Emile Toma.
Em 1996, foi candidato à Knesset pela coligação Hadash, liderada pelo Partido Comunista de Israel.
Até sua nomeação para a Universidade Britânica de Exeter, em 2007, Pappé viveu em Kiryat Tivon, no distrito de Haifa, com a esposa e dois filhos.
Deixou a Universidade de Haifa, em 2007, após a sua aprovação ao boicote acadêmico a Israel, o que levou o presidente da universidade a demiti-lo. Pappé disse que achava que "cada vez mais difícil de viver em Israel", com suas "indesejáveis opiniões e convicções." Já em 2005, em uma entrevista ao Haaretz, declarou que "o boicote atingiu a academia porque a academia em Israel optou por ser oficial [...] A academia escolheu a propaganda oficial de Israel. [...] A academia é o mais importante embaixador de Israel na alegação de que somos a única democracia no Oriente Médio".
Numa entrevista no Catar explicou sua decisão de deixar Israel:
"Fui boicotado na minha universidade e houve tentativas de me expulsarem do meu trabalho. Estou recebendo ligações telefônicas com ameaças todos os dias. Não estou sendo visto como uma ameaça para a sociedade israelita, mas o meu povo pensa que sou louco ou que a minha opinião é irrelevante. Muitos israelenses acreditam também que estou trabalhando como mercenário para os árabes." 
Ilan Pappé é professor de etnopolítica do século XX, no Centro de Estudos Etnopolíticos da Universidade Britânica de Exeter.

## Críticas
Os livros de Ilan Pappé têm sido elogiados por Walid Khalidi, Richard Falk, Ella Shohat, Nur Masalha e John Pilger. Pilger descreve Pappé como "o mais corajoso, íntegro e incisivo historiador israelense."
No entanto, seu trabalho também é duramente criticado por outros historiadores, como Benny Morris e Efraim Karsh. Seth J. Frantzman classifica o trabalho de Pappé como "um exercício cínico de manipulação de provas para adaptá-las a uma tese implausível (...) Ele ignora o contexto e tira conclusões escolhidas a dedo, escolhendo algumas evidências convenientes e ignorando inteiramente outras fontes".

## Publicações

### Livros
- Lobbying for Zionism on Both Sides of the Atlantic. London: Oneworld Publications. 2024. ISBN 9780861544028. Ver também:
  - The Israel Lobby Is Real. This Is How It Works | Aaron Bastani meets Ilan Pappé, Youtube,  16 de junho de 2024
  - The Israel Lobby with John Mearsheimer and Stephen Walt | Outside the Box Podcast, Youtube, 17 de abril de 2024.
- The Biggest Prison on Earth: A History of the Occupied Territories. London: Oneworld Publications. 2017. ISBN 978-1-85168-587-5. Cópia arquivada em 14 de outubro de 2023

"Biggest Prison on Earth: A History of the Occupied Territories – Book Review". Por Jim Miles.  The Palestine Chronicle, 1º de outubro de 2018.
- Ten Myths About Israel. New York: Verso. 2017. ISBN 9781786630193
  - Dez mitos sobre Israel. Rio de Janeiro: Tabla, 2022. ISBN 6-58682-430-3 ISBN 1-85168-467-0 9786586824353, 6586824354
- (com Noam Chomsky) On Palestine. Chicago: Haymarket Books. 2015. ISBN 978-1-60846-470-8
- The Idea of Israel: A History of Power and Knowledge. New York: Verso. 2014
- "The Boycott Will Work: An Israeli Perspective" in Audrea Lim (ed.) The Case for Sanctions Against Israel. London & Brooklyn, NY: Verso. 2012
- The Forgotten Palestinians: A History of the Palestinians in Israel. New Haven, CT: Yale University Press. 2011
- (com Noam Chomsky) Gaza in Crisis: Reflections on Israel's War Against the Palestinians, Haymarket Books, 2010, ISBN 978-1-60846-097-7
- Out of the Frame: The Struggle for Academic Freedom in Israel. London: Pluto Press. 2010
- The Rise and Fall of a Palestinian Dynasty: The Husaynis, 1700–1948. London: Saqi Books. 2010
- The Ethnic Cleansing of Palestine. Oneworld, 2006 ISBN 1-85168-467-0.
  - A Limpeza Étnica da Palestina. Tradução de Luiz Gustavo Soares. São Paulo: Editora Sundermann, 2016. ISBN 978-85-99156-84-1
- The Modern Middle East. London and New York: Routledge, 2005 ISBN 0-415-21409-2.
- A History of Modern Palestine: One Land, Two Peoples. Cambridge University Press, 2004, ISBN 0-521-55632-5
- (com Jamil Hilal). Parlare Con il Nemico, Narrazioni palestinesi e israeliane a confronto. Milano: Bollati Boringhieri, 2004 (em italiano).
- The Aristocracy: The Husaynis; A Political Biography. Jerusalem: Mossad Byalik, 2003 (em hebraico).
- La guerre de 1948 en Palestine, La fabrique éditions, 2000, ISBN 226404036X (em francês).
- The Israel-Palestine Question. London and New York: Routledge, 1999; 2006 ISBN 0-415-16948-8.
- (com M. Maoz) History From Within: Politics and Ideas in Middle East. London and New York: Tauris, 1997) ISBN 1-86064-012-5.
- (com J. Nevo)  Jordan in the Middle East: The Making of a Pivotal State. London: Frank Cass, 1994 ISBN 0-7146-3454-9.
- The Making of the Arab-Israeli Conflict, 1947–1951. London and New York: I.B. Tauris, 1992; 1994 ISBN 1-85043-819-6.
- Britain and the Arab-Israeli Conflict, 1948–1951. London: St. Antony's College Series, Macmillan Press; New York: St. Martin's Press, 1988 ISBN 0-312-01573-9.

### Artigos
- "What drives Israel?", Essay of the week, Herald Scotland, 6 de junho de 2010. Cópia arquivada em 25 de janeiro de 2013.
- "Towards a Geography of Peace: Whither Gaza?", The Electronic Intifada, 18 de junho de 2007. Cópia arquivada em 12 de janeiro de 2013.
- "Calling a Spade a Spade: The 1948 Ethnic Cleansing of Palestine". Al-Majdal Magazine (Spring 2006).  Arquivado em 2016-06-05 no Wayback Machine
- "Back the boycott," The Guardian, 24 de maio de 2005. Cópia arquivada em 4 de abril de 2014.
- "Haj Amin and the Buraq Revolt", Jerusalem Quarterly, ed. 18, junho de 2003. Cópia arquivada em 3 de maio de 2013.
- "The '48 Nakba & The Zionist Quest for its Completion" Arquivado em 2019-02-08 no Wayback Machine, Between The Lines (outubro de 2002).
- "The Rise and Fall of the Husaynis, 1840-1922" (part 1) Jerusalem Quarterly. Issue 10 (Autumn  2000). Cópia arquivada em 16 de novembro de 2024. Cópia arquivada em 25 de junho de 2024] no Wayback Machine.
- "The Husayni Family Faces New Challenges: Tanzimat, Young Turks, the Europeans and Zionism 1840–1922" (part 2), Jerusalem Quarterly, Issue 11–12 (Winter-Spring 2001). Cópia arquivada em 15 de abril de 2013.
- "The Tantura Case in Israel: The Katz Research and Trial. Journal of Palestine Studies, Vol. 30, No. 3 (Spring 2001), pp. 19–39. Cópia arquivada em 28 de dezembro de 2010.
- "Review Essay, Israeli Television's Fiftieth Anniversary "Tekumma" Series: A Post-Zionist View?," Journal of Palestine Studies, Vol. 27, No. 4 (Summer 1998), pp. 99–105, Institute for Palestinian Studies.
- "Destruction of al-Aqsa is no conspiracy theory", The Electronic Intifada, 10 de novembro de 2015. Cópia arquivada em 11 de maio de 2020.